# Molí de Dalt (la Nou de Berguedà)
Molí de Dalt és un molí fariner i masia de Malanyeu, municipi de La Nou de Berguedà (Berguedà) que forma part de l'Inventari del Patrimoni Arquitectònic de Catalunya.

## Descripció
És un construcció del segle xvii que segueix l'esquema d'una masia clàssica, tot i que adaptada a les exigències pròpies d'un casal moliner. La façana, orientada a llevant, té el carener paral·lel, amb finestres allindanades amb fusta. A migdia té adossat un cos rectangular cobert a una vessant. Recentment restaurat i adaptat com a segona residència.

## Història
Des del segle X es tenen notícies de l'existència de molins al terme parroquial de Sant Sadurní de Malanyeu. El lloc era, des de l'alta edat mitjana, propietat del monestir de Santa Maria de Ripoll, que mantingué els seus dominis fins a la desamortització. En els capbreus del monestir, dels segles xvii i XVIII, s'esmenten dos molins fariners a Malanyeu, un dels quals és el Molí de Dalt.